# Wasserturm (Laveissière)

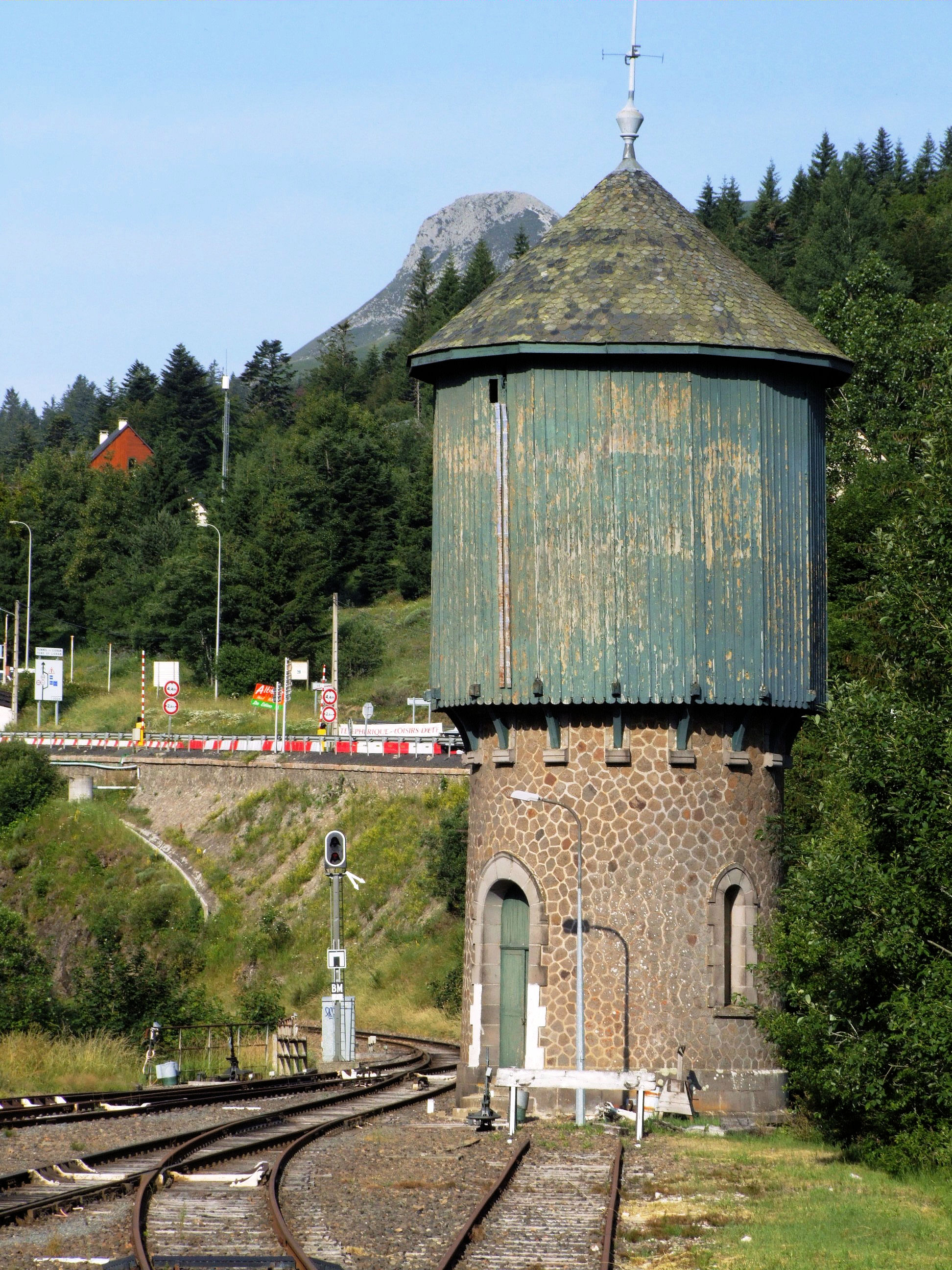
Wasserturm in Laveissière

Der Wasserturm am Bahnhof Gare du Lioran in Laveissière, einer französischen Gemeinde im Département Cantal in der Region Auvergne-Rhône-Alpes, wurde von 1898 bis 1903 errichtet. Er steht seit 1991 als Monument historique auf der Liste der Baudenkmäler in Frankreich.
Der Wasserturm wurde als Typenbau der Bahnstrecke Figeac–Arvant nach Plänen des Ingenieurs Wilhelm Nördlinger (1821–1908) errichtet. Als einziger blieb er an der Strecke erhalten, nachdem die Wassertürme in Murat, Saint-Jacques-des-Blats und Vic-sur-Cère zerstört wurden.
Der zylindrische Turm steht auf einem Mauerwerk aus Opus incertum mit Rundbögen im Stil der Neuromanik. Darüber steht der Wasserbehälter aus Metall, der mit Holzplanken verkleidet vor Kälte geschützt wird. Das Fassungsvolumen beträgt 100 Kubikmeter, das Wasser wurde über eine Schlauchverbindung eingefüllt. Der Zugang war über Leitern von innen und außen möglich.
Nach dem Verschwinden der Dampflokomotiven blieb der Wasserturm ungenutzt.